# Kai
Kai (甲斐市 Kai-shi?) este un municipiu din Japonia, prefectura Yamanashi.